# Виродження (математика)
Виродженими називають математичні об'єкти, які володіють принципово більш простою структурою і змістом у порівнянні з іншими об'єктами в своєму класі, тобто такі, які, навіть будучи взятими разом, не дають повного уявлення про весь клас. Гранично прості об'єкти називають тривіальними. 

## Приклади в геометрії
- вироджений трикутник — це трикутник, всі вершини якого лежать на одній прямій[1].
- двокутник — це багатокутник з двома кутами, його сторони лежать на одній прямій, а кут дорівнює 0°. З нього також утворюються вироджені зірчасті багатокутники.
- вироджений конічний зріз, рівняння є наданим многочленом.

## Приклади в лінійній алгебрі
- вироджена матриця — це матриця, визначник якої дорівнює нулю;[2][3]
- вироджений оператор — оператор, що відображає весь простір на деякий його власний підпростір.[4][3]

## Інші приклади
- вироджене рішення — рішення задачі, в якому число ненульових елементів менше «нормального»;
- вироджена точка дійснозначної двічі диференційованої функції — це її критична точка, в якій друга похідна дорівнює нулю;
- вироджений вузол (диференціальних рівнянь) — всі без винятку інтегральні криві проходять через особливу точку, торкаючись одного напрямку;[5]
- вироджені інтегральні рівняння;[6]
- вироджені еліптичні координати;[7]
- вироджена гіпергеометрична функція виходить в результаті граничного переходу в рішенні диференціального рівняння Рімана;[8]
- вироджені гіпергеометричні ряди;[9]
- вироджене ядро — ядро певного виду інтегрального рівняння Вольтерра;[10]
- метод вироджених ядер — один з методів побудови апроксимуючого рівняння для наближеного розщв'язування деяких видів інтегральних рівнянь.[2]